# 法学検定
法学検定試験（ほうがくけんていしけん、略称：法検）とは、法学に関する学力水準を客観的に評価する検定試験。
公益財団法人日弁連法務研究財団と公益社団法人商事法務研究会が運営している日本における法学に関する民間資格の一つ。
2000年から3級・4級試験が、2001年から2級試験が開催された。また、2003年から2016年までは、法科大学院既修者試験が実施されていた。
年間1回実施される。

## 概要
2012年度から制度がリニューアルされた。受験級は、以下の3つに分けられている。
- アドバンスト〈上級〉コース（旧2級）：法曹を目指す等学習の進んでいる法学部3年次および法学部修了程度
- スタンダード〈中級〉コース（旧3級）：標準的な法学部3年次程度
- ベーシック〈基礎〉コース（旧4級）：法学部2年次程度
- 法科大学院既修者試験（法学既修者試験）：2003年から2016年まで実施、詳細はリンク先を参照。2017年度以降は、代替としてアドバンスト〈上級〉コースを案内している[2]。

## 試験内容
アドバンスト〈上級〉コース
法学基礎論5問、憲法・民法・刑法・選択2科目各10問。
- 法学基礎論：法哲学・法社会学・日本法制史・司法制度論（各2問）、法的思考の基礎・比較法（各1問）の計10問から試験中に5問選択。
- 選択はAから1科目，A,Bすべてからもう1科目を当日選択。
  - 選択A：民事訴訟法・刑事訴訟法・商法・行政法
  - 選択B：労働法・倒産法・経済法・知的財産法

スタンダード〈中級〉コース
法学一般10問、憲法15問、民法20問、刑法15問、選択1科目15問。
- 選択科目（民事訴訟法・刑事訴訟法・商法・行政法）から1科目を当日選択。

ベーシック〈基礎〉コース
法学入門10問、憲法15問、民法20問、刑法15問。
法科大学院既修者試験（法学既修者試験）

## 受験料
- アドバンスト〈上級〉コース　9,900円（税込）
- スタンダード〈中級〉コース　6,600円（税込）
- ベーシック〈基礎〉コース　4,400円（税込）
  - スタンダード・アドバンストセット　13,200円（税込）
  - ベーシック・スタンダードセット　8,800円（税込）